# Klaus Keil
Klaus Keil (Hamburgo, 15 de novembro de 1934) é um professor e cientista alemão, naturalizado americano. É um dos maiores especialistas em meteoritos do mundo. O asteroide 5054 Keil é uma homenagem ao cientista.
Estudou na Friedrich-Schiller-Universität Jena. Na década de 1950, antes da construção do Muro de Berlim, fugiu para a Alemanha Ocidental e mais tarde, mudou-se para os Estados Unidos, estudando na Universidade da Califórnia.
Na década de 1960 chefiou um dos setores da NASA especializado em meteoros. Foi diretor do Instituto de Geofísica e Planetologia do Hawaii e é um dos co-inventores do espectrômetro de raios-x. Em 1988, recebeu o Medalha Leonard. Em 2006, recebeu o J. Lawrence Smith Medal.
Em 2015, em viagem para o Brasil para realizar palestras em várias capitais brasileiras, foi pivô de um pequeno incidente diplomático, ficando preso na PF no Aeroporto de Guarulhos.